# 俠骨丹心
《俠骨丹心》，梁羽生於1967年至1969年其間發表的武俠小說，上連《冰河洗劍錄》，近接《風雷震九州》，實為兩書之匯流。書末述及虯髯客後人牟宗濤再到中原尋找同門則遙接《龍鳳寶釵緣》。

## 出版
1967年到1969年，在香港《新晚報·天方夜譚》連載。最後定本共52回。

## 重要人物
- 金逐流：金世遺之子。
- 江海天：江南之子；金世遺之徒。
- 史紅英：史白都之妹，後成為六合幫幫主。
- 公孫燕：紅纓會舵主公孫宏之女。

## 故事簡介
本書主角金逐流，為大俠金世遺之子，學成出山歷練。承《風雷震九州》一書，小金川義軍首領竺尚父遭清廷內應帥孟雄暗算，被迫撤離西昌，駐紮於大涼山，意欲東山復起，對抗清廷暴政。
江湖幫會六合幫其時勢力如日中天，幫主史白都勾結清廷，巴結大內總管薩福鼎，意圖更上層樓。金逐流與其師兄江海天則欲助義軍重奪西昌，兩股勢力展開周旋。
本書又上承《雲海玉弓緣》，天魔教孟神通的師弟陽赤符的兒子陽浩及賀大娘等人，意圖復辟天魔教，推舉厲家後人、前天魔教教主的兒子厲南星，以為傀儡，重組天魔教，並與清廷聯盟，重整旗鼓。厲南星無心就任教主，又與金逐流同氣相投，結為異姓兄弟。金逐流與厲南星亦須遏止天魔教死灰復燃，為害江湖。
金逐流於清廷、六合幫周旋其間，與不屑史白都所作所為的妹妹史紅英暗生情愫，可是其義兄厲南星亦鍾情於史紅英……

## 小說目錄
- 第一回　荒山隱士迎佳客　美酒甜言惑少年
- 第二回　崎嶇世路堪嗟歎　悵憫情懷可奈何
- 第三回　疑夢疑真謹異丐　半憂半喜救佳人
- 第四回　神功難測驚高弟　禍患潛埋闖喜筵
- 第五回　重來蹤跡從何覓　出處恩仇忍細論
- 第六回　豪士驚心談惡鬥　荒山動魄遇窮儒
- 第七回　錦帳低垂人已杳　瓊漿難得客歸來
- 第八回　明珠盡散滋疑慮　紅粉何嘗是禍胎
- 第九回　誰施妙手空空技　那識芳心惘惘情
- 第十回　異寶輕拋真俠士　荒林談笑救佳人
- 第十一回　分離最是憐孤影　中伏何堪作楚囚
- 第十二回　詫見殘脂逃黑獄　變來解藥戲魔頭
- 第十三回　慨贈奇珍懷玉女　巧搓解藥戲魔頭
- 第十四回　絃索聲中來惡客　大明湖畔結良朋
- 第十五回　獨行長劍一杯酒　孤客高樓萬里心
- 第十六回　玄鐵逞威鬥幫主　道旁仗義作媒人
- 第十七回　傾國傾城難與遇　樂山樂水易忘歸
- 第十八回　異寶紛陳招巨盜　華堂喧鬧現佳人
- 第十九回　拭目驚看龍虎鬥　傷心疑是鳳鸞儔
- 第二十回　願拼熱血酬知己　誤解芳心斷俠腸
- 第二十一回　鑄成寶劍還心願　掌擊桐棺報宿仇
- 第二十二回　拔劍狂歌傷往事　撫琴無語對良朋
- 第二十三回　秘魔崖下除妖孽　自玉環中識故人
- 第二十四回　禪機妙悟遊方外　舊夢難忘墜算中
- 第二十五回　歲月消磨嗟白髮　心思多少為金釵
- 第二十六回　毒酒碎情愴往事　良宵驚夢晤佳人
- 第二十七回　洞房一語驚迷夢　花燭今宵隱殺機
- 第二十八回　暗使霉針施霉手　且看神劍顯神威
- 第二十九回　沉江幸有漁舟過　搜匣猶驚寶劍寒
- 第三十回　覆雨翻雲施毒手　光風霽月見仁心
- 第三十一回　幾番惆悵歌金縷　無限傷心付玉蕭
- 第三十二回　九州慣鑄人間錯　一縷難抽繭底絲
- 第三十三回　四野龍蛇吟寂寞　九邊風雪路離迷
- 第三十四回　聯手雙雄擒惡賊　同心意共定良謀
- 第三十五回　拼教玉碎殲強敵　始信金堅是舊情
- 第三十六回　帕上脂痕刀上血　鏡中儷影霧中花
- 第三十七回　妙舞清歌騰殺氣　神拳寶劍拼存亡
- 第三十八回　眾叛親離終自斃　人亡城失歎途窮
- 第三十九回　幽谷落花埋俠骨　青天碧海證丹心
- 第四十回　豈知陌路逢強敵　卻喜荒村遇故人
- 第四十一回　豪傑胸懷遭誤解　鬼魅伎倆最難防
- 第四十二回　疑雨疑雲終大白　亦真亦幻說前因
- 第四十三回　幽谷落花藏俠侶　曉星殘月證鴛盟
- 第四十四回　走火入魔難自拔　傳動運劍顯神通
- 第四十五回　中原並駕英豪在　海外連枝劍客來
- 第四十六回　鬱鬱但求忘舊怨　惺惺相惜結新知
- 第四十七回　玄功絕技驚豪傑　高士神拳顯異能
- 第四十八回　詫見劍痕留碧玉　為完心願訪同門
- 第四十九回　海外歸來求秘笈　華山巧遇試奇招
- 第五十回　柔枝代劍驚神技英　美目流波覓故人
- 第五十一回　神鞭暗器稱雙絕　快馬揮刀會七雄
- 第五十二回　但願有情成眷屬　卻嗟無處覓蕭郎

## 改編為影視作品
- 香港電影，長城影業公司，1971年電影《俠骨丹心》 （The Patriotic Knights）
- 中國電視劇，2005年劇集《俠骨丹心》

## 參看
- 武俠小說